# Synchroonzwemmen op de Olympische Zomerspelen 1992 – Solo
Het onderdeel solo van het synchroonzwemmen op de Olympische Zomerspelen 1992 in Barcelona vond plaats op 2, 4 (kwalificatie) en 6 september (finale), in het Piscines Bernat Picornell. Het goud was voor de Amerikaan Kristen Babb-Sprague en Canadees Sylvie Fréchette en de Japanse Fumiko Okuno won het brons.
In totaal 53 deelnemers deden mee aan een voorronde met een technische routine. De beste 21 deelnemers deden vervolgens een vrije kür, waarbij slechts één deelnemer per land aan deze fase mocht deelnemen. Op 2 september vonden de verplichte oefeningen plaats, die kwalificaties vormden voor de wedstrijden in zowel de individuele als de duet discipline. De beste acht deelnemers van de voorronde en de vrije kür namen deel aan de finale, die bestond uit de technische routine en nog een vrije kür.
Er ontstond een flinke rel. De favoriete Sylvie Fréchette zwom een goede verplichte oefening en haalde bij vier van de vijf juryleden scores tussen 9,2 en 9,6. Het vijfde jurylid, een Braziliaanse, waardeerde de oefening zelfs met een 9,7 maar zij toetste echter 8,7 in. Ze meldde dit direct bij de assistent, maar die begreep haar Engels niet. Ondanks dat het een duidelijke vergissing was, was het te laat om de score te rectificeren. Ook het protest van het Canadese team haalde niets uit. De achterstand die Fréchette daardoor opliep, kon ze een dag later tijdens de vrije oefening niet meer goedmaken. Ze haalde de hoogste score, maar kwam uiteindelijk niet verder dan de zilveren medaille.
In oktober 1993 besloot de FINA om aan het IOC voor te stellen om Fréchette alsnog de gouden medaille te geven, waarbij de Amerikaanse Kristen Babb-Sprague haar gouden medaille niet hoefde in te leveren. Het IOC ging op 6 december 1993 akkoord met het voorstel.
Na dit evenement werd het onderdeel vervangen voor het team.

## Uitslag
De vijftig solisten aan de voorronde van de technische routine, hier aangegeven met groen, gingen door naar de kwalificatie.
| Rang  | Naam                    | Land             | Voorronde | Voorronde | Kwalificatie  | Kwalificatie  | Finale        | Finale        |
| Rang  | Naam                    | Land             | Punten    | Rang      | Punten        | Rang          | Punten        | Rang          |
| ----- | ----------------------- | ---------------- | --------- | --------- | ------------- | ------------- | ------------- | ------------- |
| Goud  | Kristen Babb-Sprague    | Verenigde Staten | 92,808    | 1         | 191,328       | 1             | 191,848       | 1             |
| Goud  | Sylvie Fréchette        | Canada           | 92,557    | 4         | 191,077       | 2             | 191,717       | 2             |
| Brons | Fumiko Okuno            | Japan            | 89,016    | 7         | 186,576       | 3             | 187,056       | 3             |
| 4     | Olga Sedakova           | EUN              | 88,346    | 9         | 184,866       | 4             | 185,106       | 4             |
| 5     | Anne Capron             | Frankrijk        | 86,689    | 13        | 181,489       | 5             | 182,449       | 5             |
| 6     | Christina Thalassinidou | Griekenland      | 85,884    | 15        | 179,764       | 6             | 180,244       | 6             |
| 7     | Kerry Shacklock         | Groot-Brittannië | 86,799    | 12        | 178,999       | 7             | 179,839       | 7             |
| 8     | Marjolijn Both          | Nederland        | 85,834    | 16        | 178,914       | 8             | 179,354       | 8             |
| 9     | María Elena Giusti      | Venezuela        | 84,973    | 22        | 178,813       | 9             | Uitgeschakeld | Uitgeschakeld |
| 10    | Tan Min                 | China            | 85,257    | 19        | 178,457       | 10            | Uitgeschakeld | Uitgeschakeld |
| 11    | Sonia Cárdeñas          | Mexico           | 84,976    | 21        | 178,336       | 11            | Uitgeschakeld | Uitgeschakeld |
| 12    | Paola Celli             | Italië           | 83,610    | 33        | 176,250       | 12            | Uitgeschakeld | Uitgeschakeld |
| 13    | Eva López               | Spanje           | 84,379    | 28        | 176,099       | 13            | Uitgeschakeld | Uitgeschakeld |
| 14    | Monika Müller           | FRG              | 84,147    | 29        | 174,347       | 14            | Uitgeschakeld | Uitgeschakeld |
| 15    | Claudia Peczinka        | Zwitserland      | 84,581    | 25        | 174,341       | 15            | Uitgeschakeld | Uitgeschakeld |
| 16    | Gláucia Soutinho        | Brazilië         | 83,383    | 35        | 173,063       | 16            | Uitgeschakeld | Uitgeschakeld |
| 17    | Beatrix Müllner         | Oostenrijk       | 82,363    | 40        | 172,603       | 17            | Uitgeschakeld | Uitgeschakeld |
| 18    | Semon Rohloff           | Australië        | 81,769    | 44        | 171,969       | 18            | Uitgeschakeld | Uitgeschakeld |
| 19    | Liisa Laurila           | Finland          | 81,765    | 45        | 169,885       | 19            | Uitgeschakeld | Uitgeschakeld |
| 20    | Lucie Svrčinová         | Tsjechië         | 80,755    | 46        | 167,395       | 20            | Uitgeschakeld | Uitgeschakeld |
| 21    | Marija Senica           | IOP              | 68,072    | 51        | 147,152       | 21            | Uitgeschakeld | Uitgeschakeld |
| 22    | Sarah Josephson         | Verenigde Staten | 92,587    | 2         | Uitgeschakeld | Uitgeschakeld | Uitgeschakeld | Uitgeschakeld |
| 23    | Karen Josephson         | Verenigde Staten | 92,564    | 3         | Uitgeschakeld | Uitgeschakeld | Uitgeschakeld | Uitgeschakeld |
| 24    | Vicky Vilagos           | Canada           | 91,175    | 5         | Uitgeschakeld | Uitgeschakeld | Uitgeschakeld | Uitgeschakeld |
| 25    | Penny Vilagos           | Canada           | 89,534    | 6         | Uitgeschakeld | Uitgeschakeld | Uitgeschakeld | Uitgeschakeld |
| 26    | Mikako Kotani           | Japan            | 88,590    | 8         | Uitgeschakeld | Uitgeschakeld | Uitgeschakeld | Uitgeschakeld |
| 27    | Aki Takayama            | Japan            | 87,920    | 10        | Uitgeschakeld | Uitgeschakeld | Uitgeschakeld | Uitgeschakeld |
| 28    | Yelena Dolzhenko        | EUN              | 87,590    | 11        | Uitgeschakeld | Uitgeschakeld | Uitgeschakeld | Uitgeschakeld |
| 29    | Anna Kozlova            | EUN              | 86,540    | 14        | Uitgeschakeld | Uitgeschakeld | Uitgeschakeld | Uitgeschakeld |
| 30    | Karine Schuler          | Frankrijk        | 85,731    | 17        | Uitgeschakeld | Uitgeschakeld | Uitgeschakeld | Uitgeschakeld |
| 31    | Marianne Aeschbacher    | Frankrijk        | 85,702    | 18        | Uitgeschakeld | Uitgeschakeld | Uitgeschakeld | Uitgeschakeld |
| 32    | Tamara Zwart            | Nederland        | 85,016    | 20        | Uitgeschakeld | Uitgeschakeld | Uitgeschakeld | Uitgeschakeld |
| 33    | Guan Zewen              | China            | 84,775    | 23        | Uitgeschakeld | Uitgeschakeld | Uitgeschakeld | Uitgeschakeld |
| 34    | Wang Xiaojie            | China            | 84,752    | 24        | Uitgeschakeld | Uitgeschakeld | Uitgeschakeld | Uitgeschakeld |
| 35    | Elizabeth Cervantes     | Mexico           | 84,538    | 26        | Uitgeschakeld | Uitgeschakeld | Uitgeschakeld | Uitgeschakeld |
| 36    | Natasha Haynes          | Groot-Brittannië | 84,495    | 27        | Uitgeschakeld | Uitgeschakeld | Uitgeschakeld | Uitgeschakeld |
| 37    | Laila Vakil             | Groot-Brittannië | 83,934    | 30        | Uitgeschakeld | Uitgeschakeld | Uitgeschakeld | Uitgeschakeld |
| 38    | Marta Amorós            | Spanje           | 83,907    | 31        | Uitgeschakeld | Uitgeschakeld | Uitgeschakeld | Uitgeschakeld |
| 39    | Rahel Hobi              | Zwitserland      | 83,723    | 32        | Uitgeschakeld | Uitgeschakeld | Uitgeschakeld | Uitgeschakeld |
| 40    | Frouke van Beek         | Nederland        | 83,495    | 34        | Uitgeschakeld | Uitgeschakeld | Uitgeschakeld | Uitgeschakeld |
| 41    | Christine Müllner       | Oostenrijk       | 83,207    | 36        | Uitgeschakeld | Uitgeschakeld | Uitgeschakeld | Uitgeschakeld |
| 42    | Lourdes Olivera         | Mexico           | 82,686    | 37        | Uitgeschakeld | Uitgeschakeld | Uitgeschakeld | Uitgeschakeld |
| 43    | Giovanna Burlando       | Italië           | 82,525    | 38        | Uitgeschakeld | Uitgeschakeld | Uitgeschakeld | Uitgeschakeld |
| 44    | Fernanda Veirano        | Brazilië         | 82,396    | 39        | Uitgeschakeld | Uitgeschakeld | Uitgeschakeld | Uitgeschakeld |
| 45    | Celeste Ferraris        | Australië        | 82,330    | 41        | Uitgeschakeld | Uitgeschakeld | Uitgeschakeld | Uitgeschakeld |
| 46    | Caroline Imoberdorf     | Zwitserland      | 82,043    | 42        | Uitgeschakeld | Uitgeschakeld | Uitgeschakeld | Uitgeschakeld |
| 47    | Nuria Ayala             | Spanje           | 81,946    | 43        | Uitgeschakeld | Uitgeschakeld | Uitgeschakeld | Uitgeschakeld |
| 48    | Margit Schreib          | FRG              | 80,594    | 47        | Uitgeschakeld | Uitgeschakeld | Uitgeschakeld | Uitgeschakeld |
| 49    | Cristiana Lobo          | Brazilië         | 79,906    | 48        | Uitgeschakeld | Uitgeschakeld | Uitgeschakeld | Uitgeschakeld |
| 50    | Amanda Taylor           | Zuid-Afrika      | 75,821    | 49        | Uitgeschakeld | Uitgeschakeld | Uitgeschakeld | Uitgeschakeld |
| 51    | Loren Wulfsohn          | Zuid-Afrika      | 72,633    | 50        | Uitgeschakeld | Uitgeschakeld | Uitgeschakeld | Uitgeschakeld |
| 52    | Maja Kos                | IOP              | 67,174    | 52        | Uitgeschakeld | Uitgeschakeld | Uitgeschakeld | Uitgeschakeld |
| 53    | Vanja Mičeta            | IOP              | 64,865    | 53        | Uitgeschakeld | Uitgeschakeld | Uitgeschakeld | Uitgeschakeld |